# Eleições estaduais no Pará em 1970
As eleições estaduais no Pará em 1970 ocorreram em duas etapas conforme determinava o Ato Institucional Número Três e assim a eleição indireta do governador Fernando Guilhon e do vice-governador Newton Barreira foi em 3 de outubro e a eleição direta dos senadores Renato Franco e Cattete Pinheiro, dos oito deputados federais e vinte e quatro estaduais ocorreu em 15 de novembro sob um receituário aplicado aos 22 estados e aos territórios federais do Amapá, Rondônia e Roraima.
Nascido em Belém, o governador Fernando Guilhon foi o primeiro escolhido por voto indireto desde a instauração do Regime Militar de 1964 dada a eleição direta de Alacid Nunes há cinco anos. Formado em Engenharia Civil pela Universidade Federal do Pará, tornou-se funcionário público ao ingressar no Serviço de Navegação da Amazônia e de Administração do Porto do Pará (SNAPP) e no governo Jânio Quadros trabalhou na Superintendência do Desenvolvimento da Amazônia onde conheceu Jarbas Passarinho, em cujo governo assumiu o Departamento de Estradas de Rodagem. Nomeado para dirigir o Serviço de Navegação da Amazônia e de Administração do Porto do Pará (SNAPP) foi, com a cisão do mesmo em duas empresas, nomeado diretor da Companhia de Docas do Pará. Filiado à ARENA foi escolhido para ocupar o Palácio dos Despachos pelo presidente Emílio Garrastazu Médici tendo como vice-governador o coronel aviador da reserva Newton Barreira. A vitória governista se deu num contexto onde o MDB teve participação meramente simbólica e como se não bastasse perder as disputas majoritárias, a oposição viu a ARENA conseguir um desempenho acima de setenta por cento no caso dos deputados federais e deputados estaduais que foram eleitos.
O senador mais votado foi o odontólogo, professor e jornalista Renato Franco. Nascido em Belém e formado na Universidade Federal do Pará, residiu por algum tempo no Rio de Janeiro. Adversário e depois aliado de Magalhães Barata, foi nomeado por este para um cargo análogo ao de secretário de Educação e com a passagem de José Linhares pela presidência da República foi nomeado diretor da Caixa Econômica Federal do Pará. Por ligações com Jarbas Passarinho foi eleito vice-governador do Pará em 1965 na chapa de Alacid Nunes ingressando depois na ARENA, pela qual elegeu-se senador em 1970. 
Para a outra cadeira a ARENA reelegeu Cattete Pinheiro que renovou assim o mandato conquistado pelo PTN em 1962. Nascido em Monte Alegre e formado em Medicina em 1936 na Universidade Federal de Pernambuco, foi prefeito nomeado de sua cidade (1939-1943) elegendo-se para o mesmo cargo em 1948. Secretário de Saúde no governo Zacarias Assunção, foi eleito deputado estadual em 1954 e 1958 e como presidente da Assembleia Legislativa do Pará foi governador interino do estado e durante o governo Jânio Quadros foi ministro da Saúde.

## Resultado da eleição para governador
A Assembleia Legislativa do Pará tinha 41 integrantes, sendo que o presidente Abas Arruda não votou e os deputados Francisco Lobato e Ney Peixoto se ausentaram.
| Candidatos a governador do estado | Candidatos a vice-governador | Número | Coligação             | Votação | Percentual |
| --------------------------------- | ---------------------------- | ------ | --------------------- | ------- | ---------- |
| Fernando Guilhon ARENA            | Newton Barreira ARENA        | -      | ARENA (sem coligação) | 31      | 81,58%     |
| Fernando Gurjão MDB               | João Camargo MDB             | -      | MDB (sem coligação)   | 07      | 18,42%     |

## Resultado das eleições para senador
Conforme o Tribunal Superior Eleitoral e o Tribunal Regional Eleitoral do Pará foram apurados 483.317 votos válidos (65,18%), houve 215.818 votos em branco (29,11%) e 42.371 votos nulos (5,71%) resultando no comparecimento de 741.506 eleitores.
| Candidatos a senador da República  | Candidatos a suplente de senador | Número | Coligação             | Votação | Percentual |
| ---------------------------------- | -------------------------------- | ------ | --------------------- | ------- | ---------- |
| Renato Franco ARENA                | Flávio Moreira ARENA             | -      | ARENA (sem coligação) | 170.094 | 35,18%     |
| Cattete Pinheiro ARENA             | Cláudio Dias ARENA               | -      | ARENA (sem coligação) | 157.457 | 32,58%     |
| Elias Salame da Silva MDB          | Raimundo Fidelis MDB             | -      | MDB (sem coligação)   | 81.173  | 16,80%     |
| Mário Nazareno Machado Sampaio MDB | Wilson Anajás MDB                | -      | MDB (sem coligação)   | 74.593  | 15,44%     |

## Deputados federais eleitos
São relacionados os candidatos eleitos com informações complementares da Câmara dos Deputados.

Representação eleita
  ARENA: 6
  MDB: 2

| Deputados federais eleitos | Partido | Votação | Percentual | Cidade onde nasceu | Unidade federativa |
| Stélio Maroja              | ARENA   | 24.504  |            | Bragança           | Pará               |
| Júlio Viveiros             | MDB     | 22.332  |            | São Luís           | Maranhão           |
| Edson Bona                 | ARENA   | 21.626  |            | Belém              | Pará               |
| Américo Brasil             | ARENA   | 17.806  |            | Belém              | Pará               |
| Pedro Carneiro             | ARENA   | 15.530  |            | Caxias             | Maranhão           |
| Gabriel Hermes             | ARENA   | 12.193  |            | Castanhal          | Pará               |
| João Menezes               | MDB     | 11.710  |            | Belém              | Pará               |
| Juvêncio Dias              | ARENA   | 11.276  |            | Belém              | Pará               |

## Deputados estaduais eleitos
Segundo o Tribunal Superior Eleitoral a ARENA conquistou dezessete das vinte e quatro vagas em disputa contra sete do MDB.

Representação eleita
  ARENA: 17
  MDB: 7

Fonteː
| Deputados estaduais eleitos           | Partido | Votação | Percentual | Cidade onde nasceu  | Unidade federativa |
| Paulo Ronaldo Mendonça de Albuquerque | MDB     | 13.780  | 2,85%      | Belém               | Pará               |
| Fernando Américo Medeiros Brasil      | ARENA   | 10.455  | 2,16%      | Parauapebas         | Pará               |
| Osvaldo Melo                          | ARENA   | 8.707   | 1,80%      | Belém               | Pará               |
| Antônio Alves Teixeira                | ARENA   | 8.176   | 1,69%      | Castanhal           | Pará               |
| Victor Hilário da Paz                 | ARENA   | 7.374   | 1,52%      | Santarém            | Pará               |
| Jader Barbalho                        | MDB     | 7.353   | 1,52%      | Belém               | Pará               |
| Gerson Peres                          | ARENA   | 7.146   | 1,47%      | Cametá              | Pará               |
| Ubaldo Corrêa                         | ARENA   | 6.624   | 1,37%      | Santarém            | Pará               |
| Haroldo Heráclito Tavares da Silva    | ARENA   | 5.918   | 1,22%      | Belém               | Pará               |
| Lauro de Belém Sabbá                  | ARENA   | 5.461   | 1,12%      | Ponta de Pedras     | Pará               |
| Arnaldo Corrêa Prado                  | ARENA   | 4.700   | 0,97%      | Belém               | Pará               |
| Brabo de Carvalho                     | ARENA   | 4.641   | 0,96%      | Muaná               | Pará               |
| Lourenço Alves de Lemos               | ARENA   | 4.619   | 0,95%      | Itaituba            | Pará               |
| Osvaldo dos Reis Nutram               | ARENA   | 4.352   | 0,90%      | Limoeiro do Ajuru   | Pará               |
| Carlos Costa de Oliveira              | ARENA   | 4.285   | 0,88%      | Ananindeua          | Pará               |
| Alfredo Jacob Gantuss                 | ARENA   | 4.118   | 0,85%      | São Miguel do Guamá | Pará               |
| Álvaro de Oliveira Freitas            | MDB     | 4.062   | 0,84%      | Uruará              | Pará               |
| Nilson Célio Guedes Sampaio           | ARENA   | 3.781   | 0,78%      | Castanhal           | Pará               |
| José Elias Emin                       | ARENA   | 3.626   | 0,75%      | Igarapé-Açu         | Pará               |
| Antônio Amaral                        | ARENA   | 3.606   | 0,74%      | Belém               | Pará               |
| Carlos Vinagre                        | MDB     | 3.438   | 0,71%      | Belém               | Pará               |
| José Massud Ruffeil                   | MDB     | 3.385   | 0,70%      | Belém               | Pará               |
| Paulo Imbiriba Lisboa                 | MDB     | 3.375   | 0,69%      | Marabá              | Pará               |
| José Maria Lins de Vasconcelos Chaves | MDB     | 3.262   | 0,67%      | Moju                | Pará               |